# Rudolf Weber (Unternehmer)
Rudolf Weber (* 12. Juni 1856 in Schneppenkauten bei Weidenau an der Sieg; † 15. Oktober 1932 in Bonn) war ein deutscher Eisenhütten-Ingenieur und Unternehmer. Er war der Gründer des Walzwerkes Weber in Brandenburg an der Havel, des späteren Stahl- und Walzwerks Brandenburg.

## Leben und Werk
Nach der Reifeprüfung studierte Rudolf Weber von 1874 bis 1878 Hüttenwesen an der Technischen Hochschule Karlsruhe, der Technischen Hochschule Aachen und der Technischen Hochschule (Berlin-)Charlottenburg. Es folgte der Militärdienst als Einjährig-Freiwilliger bei der Artillerie. Ab 1883 trat er in die Firma Philip Weber GmbH ein, dem Walzwerk seines Vaters in Langenau. Schon der Großvater von Rudolf Weber war an zwei Feinblechwalzwerken im Siegerland beteiligt und der Vater, Philipp Weber, betrieb ein Feinblechwalzwerk in der Nähe von Altenhunden im Sauerland, das er 1880 aufgab, um in Dortmund ein neues Feinblechwalzwerk zu gründen, das er bis zu seinem Tode 1897 leitete. 1908 hatte das Dortmunder Walzwerk unter der Leitung des Bruders Karl Weber plötzlich erhebliche Verluste aufzuweisen, wodurch die Stilllegung 1909 veranlasst wurde.
Rudolf Weber gründete 1878 mit seinem Vater in Dortmund ein Feinblechwalzwerk, Puddel- und Walzwerk, das in wenigen Jahren Erfolge erzielte, erweitert wurde und bis 1909 in Betrieb war. Im Jahr 1893 gründete er in Hostenbach an der Saar selbst ein Walzwerk, das 1895 in Betrieb kam.
Im Gegensatz zu Dortmund war es als Grobblech-Walzwerk geplant. Durch gute Konjunktur und wirtschaftlichen Rückhalt konnten bereits 1897 neue Pläne zur Erweiterung und Leistungsfähigkeit des Unternehmens gefasst werden. 1902 wurde ein Siemens-Martin-Stahlwerk mit zunächst zwei, später drei Siemens-Martin-Öfen mit je 20 t Fassungsvermögen in Betrieb genommen. Damit war man von Zulieferern unabhängig. Die Gewinne wurden mehr aus geschickter Ausnutzung der kaufmännischen Möglichkeiten als aus billiger Produktion erwirtschaftet, wobei Rudolf Weber eine Doppelfunktion einnahm, als  maßgeblicher Techniker und kaufmännischer Leiter. In dieser Funktion unterstützte er auch das Dortmunder Stahlwerk.
Die unverhoffte Schließung des Stahlwerkes in Dortmund zehrte die Mittel auf, die zur Erneuerung des Hosterbacher Werkes zurückgelegt worden waren. 1912 verkaufte er das Hostenbacher Werk an den neu gegründeten Stahlkonzern Arbed.
Nun setzte er seine Idee um, ein Stahlwerk im Großraum Berlin zu errichten. Das Schrottaufkommen der Großstadt bot eine preiswerte Rohstoffquelle und die Industrie in Berlin war ein bedeutender Abnehmer von Walzwerkserzeugnissen. So erwarb Weber 1912 in Brandenburg ein preiswertes Grundstück von 800.000 m², das ein Dreieck zwischen dem 1911 neu erbauten Silokanal an der Wasserstraße Berlin-Hamburg und Berlin-Magdeburg-Mittellandkanal, Brandenburgischer Städtebahn und Magdeburger Landstraße bildete. Der Standort war hervorragend an das mitteldeutsche Wasserstraßennetz und das Eisenbahnnetz angeschlossen.
Das Brandenburger-Walzwerk wurde im Frühjahr 1914 in Betrieb genommen. Es war von vorneherein als Stahl- und Walzwerk geplant und eingerichtet. Der Werksausbau kostete 3.000.000 Mark, und ein langfristiges Darlehen von 800.000 Mark wurde aufgenommen. Damit war die geplante Summe von 24000.000 Mark überschritten worden. Obwohl das gänzlich gegen die Gewohnheiten von Rudolf Weber war, sich von Banken abhängig zu machen, zielte er auf den Bau einer damals hochmodernen Anlage. Man ging zunächst mit zwei Siemens-Martin-Öfen mit je 40 t Fassungsvermögen in Betrieb, die von drei und später zwei weiteren Generatoren befeuert wurden. Die Stahlwerkshalle wurde von einer Berliner Firma gebaut und maß 40 Meter breit und 60 Meter lang; später wurde sie senkrecht zum Siloh Kanal verlängert. Im Ostteil des Stahlwerksgebäudes war die Gießhalle und in geringem Abstand standen die beiden Walzwerke, so dass der Materialfluss von West- nach Ost parallel zum Siloh Kanal verlief. Neben dem Stahlwerk wurde die Eisengießerei Richter aufgekauft, als Gießerei für die Kokillen, d. h. Gussformen des Stahlwerkes. Gleichfalls wurde ein zweigeschossiges Verwaltungsgebäude errichtet, das bis 1919 die gesamte kaufmännische und technische Leitung beinhaltete.
Zu den erwarteten Anfangsschwierigkeiten kam kurz nach Betriebseröffnung der Ausbruch des Ersten Weltkrieges hinzu. Da die Produktion stieg, wurde ein weiterer Ausbau unternommen, der ca. 1.000.000,- Mark kostete. Danach kam es zu erheblichen Schwierigkeiten. Im Herbst 1917 stockte die Versorgung des Werkes mit Kohle, da man die Zufuhr verhinderte. Damit kam der Betrieb zum Stillstand. Der Reichskohlenkommissar verweigerte weitere Lieferungen. Es ist der Verdacht überliefert, dass die Konkurrenten den gewichtigen Wettbewerber aus dem Markt drängen wollten.
Rudolf Weber verkaufte unter diesen Umständen sein Werk noch 1917 an die Deutsch-Luxemburgische Bergwerks- und Hütten-AG.
Der Begründer der Stahlindustrie in Brandenburg zog sich ins Privatleben zurück und wohnte bis zu seinem Tod 1932 in Bonn am Rhein.

## Familie
Rudolf Weber war verheiratet in erster Ehe mit Franziska Düber aus der drei Kinder hervorgingen namens Otto Weber, Richard Weber, Lita Weber.